# Fitz John Porter
Fitz John Porter, född 31 augusti 1822 i Portsmouth, New Hampshire, död 21 maj 1901 i Morristown, New Jersey, var en amerikansk militär; general i nordstatsarmén. Han var brorson till David Porter.
Porter blev officer vid artilleriet 1845, överste och brigadgeneral 1861 och generalmajor 1862. Han utmärkte sig under nordamerikanska inbördeskriget, särskilt i slaget vid Gains Mill den 27 juni 1862 men blev efter andra slaget vid Bull Run den 29–30 augusti samma år, där nederlaget tillskrevs honom, ställd inför krigsrätt och dömdes till avsättning. Han ägnade sig därefter åt handel och kommunalpolitik men återinträdde 1886 som överste i unionens armé, sedan 1878 en resning i målet utverkats och dom fallit till hans förmån.